# Edgardo Bauza
Edgardo Bauza (Granadero Baigorria, 1958. január 26. –) argentin labdarúgóedző, válogatott labdarúgó.

## Klubcsapatban
1977 és 1982 között a Rosario Centralban játszott. 1983 és 1985 között a kolumbiai Atlético Junior, 1985 és 1986 között az Independiente játékosa volt. 1986-tól 1989-ig a Rosario Centralban játszott ismét. 1990 és 1991 között a mexikói Veracruz csapatában szerepelt.

## A válogatottban
1981 és 1990 között 3 alkalommal szerepelt az argentin válogatottban. Részt vett az 1990-es világbajnokságon, ahol nem lépett pályára egyetlen mérkőzésen sem.

### Edzőként
1999-ben a Rosario Centralnál kezdte az edzősködést. Később dolgozott a Vélez Sarsfield (2001–02), a Colón (2002–03), a perui Sporting Cristal (2004–05), majd ismét a Colón (2005–06) csapatánál. 2006-ban az ecuadori LDU Quitoedzője lett, mellyel 2008-ban megnyerte a Copa Libertadorest. 2009-ben kis ideig Szaúd-Arábiában edzősködött az Al-Naszr együttesénél, majd visszatért az LDU Quitóhoz, mellyel 2010-ben megnyerte az ecuadori bajnokságot és a Recopa Sudamericanát. 2014-ben a San Lorenzo együttesével is sikerült megnyernie a Copa Libertadorest. 2015 végén a brazil São Paulo FC vezetőedzője lett, de nem sokáig dolgozott itt, mert 2016 nyarán kinevezték az argentin válogatott szövetségi kapitányának. A világbajnoki selejtezőkben azonban nem álltak túl jól, ezért 2017 tavaszán menesztették. Még ebben az évben az Egyesült Arab Emírségek és Szaúd-Arábia válogatottját is irányította. 2018-ban hazatért a Rosario Centralhoz, ahol egy évig dolgozott.
2022 májusában alzheimer-kórt diagnoiztizáltak nála.

## Sikerei, díjai

### Játékosként
Rosario Central
- Argentin bajnok (2): 1980 Nacional, 1987

Argentína
- Világbajnoki döntős (1): 1990

### Edzőként
Rosario Central
- Copa CONMEBOL döntős (1): 1999

Sporting Cristal
- Perui bajnok (1): 2004–05

LDU Quito
- Copa Libertadores győztes (1): 2008
- Recopa Sudamericana győztes (1): 2010
- Copa Sudamericana döntős (1): 2011
- Ecuador bajnok (2): 2007, 2010

San Lorenzo
- Copa Libertadores győztes (1): 2014
- Recopa Sudamericana döntős (1): 2015